# Тимьян маркотхский
Тимьян маркотхский (лат. Thymus markhotensis) — вид многолетних полукустарников из рода Тимьян семейства Яснотковые.

## Распространение и экология
Распространён на Северо-Западном Кавказе. Отмечен на хребте Маркотх, описан также в окрестностях горы Машук и окрестностях Кисловодска.
Эдификатор томиллярных группировок. Произрастает в горно-степных сообществах, в томиллярах, на каменистых склонах.
Кальцефит. Растёт на перегнойно-карбонатных почвах, иногда значительно эродированных. Гелиофит, засухоустойчив. Опыляется насекомыми.
Вид занесён в Красную книгу Краснодарского и Ставропольского краёв

## Биологическое описание
Листопадный полукустарничек. Высота до 20 см, образует густые дерновинки, стволики заканчиваются плодующими побегами, бесплодные побеги отходят от стволика и от корневища, стебли восходящие, густо опушены до основания длинными оттопыренными волосками.
Листья продолговато-эллиптические, кожистые на черешках, длиной 10 – 20 мм и шириной до 5 мм,  края длиннореснитчатые, снизу и сверху покрыты длинными волосками, боковые жилки выдаются, точечные желёзки обильные и хорошо заметные, пластинки неравнобокие.
Цветки – соцветия продолговато-головчатые, сильно вытягивающиеся, с несколькими раздвинутыми кольцами; чашечки до 4 мм длины, волосистая; венчик розовато-лиловый, сильно ветвистый. Цветёт в мае.
Плоды – орешки, плодоносит в июне.

## Применение
Может использоваться как декоративное растение. Медонос.